# RRDtool
Az RRD jelentése Round Robin Database, egy GNU GPL alatt publikált nyílt forráskódú adatbáziskezelő rendszer Unix, Unix-szerű és Windows platformokra. Tobias Oetiker írta az MRTG kiváltására.
Idősorokat lehet vele hatékonyan tárolni és vizualizálni, például hőmérsékletet, merevlemez terhelést, hálózati forgalmat vagy CPU terhelést. Az RRDtool szoftvercsomag parancssorból futtatható állományokból áll, így használható szkriptnyelvekből, például Bash-ból, de komplexebb webalkalmazásokból is. Utóbbira példa a Cacti. A mért adatokból diagramok előállítására is tartalmaz egy eszközt, amely PNG, SVG és EPS formátumokban tud fájlokat generálni. Az adatbázis mérete konstans korláton belül marad, nem növekszik az idő monoton függvényeként.

## RRD
Az RRD azért előnyösebb idősorok tárolására a relációs adatbáziskezelő rendszereknél, mert az RRD-ben a régebbi adatok kisebb időbeli felbontással szerepelnek, mint a újabbak. A régi adatok újabbakra cserélődnek. Ebből adódik a konstans méret.
A vizsgált időszakot és az időfelbontás ún. RRA-kban (Round Robin Archive) adhatja meg a felhasználó.
A következő programozási nyelvekhez van RRD API:
- Java
- Perl
- PHP
- Python
- Ruby
- TCL

## Fordítás
- Ez a szócikk részben vagy egészben  a   RRDtool című angol Wikipédia-szócikk ezen változatának fordításán alapul.  Az eredeti cikk szerkesztőit annak laptörténete sorolja fel. Ez a jelzés csupán a megfogalmazás eredetét és a szerzői jogokat jelzi, nem szolgál a cikkben szereplő információk forrásmegjelöléseként.
- Ez a szócikk részben vagy egészben  a   RRDtool című német Wikipédia-szócikk ezen változatának fordításán alapul.  Az eredeti cikk szerkesztőit annak laptörténete sorolja fel. Ez a jelzés csupán a megfogalmazás eredetét és a szerzői jogokat jelzi, nem szolgál a cikkben szereplő információk forrásmegjelöléseként.